# Ji Wallace
Pour les articles homonymes, voir Wallace.
Ji Wallace (né le 23 juin 1977 à Lismore) est un gymnaste trampoliniste australien. Il a publiquement révélé son homosexualité.

## Palmarès et classements

### Jeux olympiques
- Sydney 2000
  -  Médaille d'argent en trampoline.